# Most w Łażanach
Most w Łażanach – nieistniejący już most stanowiący przeprawę nad rzeką Strzegomką, położony w Łażanach (niem. Laasan), pierwszy most żeliwny w kontynentalnej Europie.
Zbudowany most był konstrukcją szkieletową, jednoprzęsłową, łukową, o rozpiętości 12,55 m, 2,80 m wysokości, 5,70 m szerokości i nośności 6 ton, łączoną na śruby, miał pięć łuków o długości 15 m w rozstawie 1,35 m, a łączna masa wynosiła 40 t.

## Historia
Budowę mostu zlecił właściciel dóbr łażańskich Nicolaus August Wilhelm von Burghaus, który po uregulowaniu koryta Strzegomki potrzebował udrożnić drogę węglową z wałbrzyskich kopalń do portu w Malczycach. Nie zdecydował się jednak na most drewniany ani kamienny, a zainspirowawszy się mostem żeliwnym w Coalbrookdale, w 1793 r. złożył zamówienie w Hucie Małapanew w Ozimku.
Projekt i nadzór nad jego wykonaniem i montażem otrzymał inż. John Baildon, a jesienią 1795 r. konstrukcja mostu została przetransportowana nad Strzegomkę i oddana do użytku 30 lipca 1796 r., po 10 tygodniach montażu. Koszty jego budowy wyniosły 13 tys. talarów, a z obu stron mostu umieszczono pozłacane tablice informujące o osobie inwestora.
W latach 30. i 40. XX w. Generalny Konserwator Zabytków Prowincji Dolnośląskiej proponował, by most przenieść do Wrocławia i ustawić w pobliżu Parku Szczytnickiego, nad rzeczką Czarna Woda, zaś burmistrz Strzegomia proponował pozostawienie mostu w rejonie miasta, ale na drogach do Międzyrzecza lub Czech.  
Most w Łażanach został zniszczony najpóźniej 13 lutego 1945 r., gdy wysadzili go niemieccy saperzy, przygotowujący obronę regionu przed ofensywą Armii Czerwonej. Niezależnie od tego radzieckie dowództwo powstrzymało ofensywę na tym kierunku, koncentrując się na zdobyciu Wrocławia i ofensywie berlińskiej.
W 1995 r. pracownicy Zakładu Mostów Politechniki Wrocławskiej i Szczecińskiego Przedsiębiorstwa Budownictwa Przemysłowego wyciągnęli z rzeki resztki mostu o wadze około 3 t, a w 2003 r. wydobyto kolejnych 5 t – część z nich wyeksponowano w kampusie Politechniki Wrocławskiej, część trafiła na złom.